# Menetes berdmorei
Lo scoiattolo terricolo di Berdmore (Menetes berdmorei Blyth, 1849), unica specie del genere Menetes Thomas, 1908, è uno scoiattolo terricolo diffuso nel Sud-est asiatico, dal Myanmar orientale al Vietnam. È tuttavia assente dalla penisola malese, nonché dalle isole.

## Descrizione
Questo scoiattolo, ben poco conosciuto, ha dorso grigio-bruno e ventre bianco. Caratteristiche sono le strisce sui fianchi - una beige sopra e una nera sotto per lato. La testa appuntita fa somigliare questo scoiattolo a un topo o a una tupaia. Il corpo misura 20 cm di lunghezza, ai quali si sommano altri 15 cm di coda.

## Biologia
Essendo una specie terricola, viene avvistato solo raramente sugli alberi, ma trascorre la maggior parte del tempo nel fitto sottobosco delle foreste pluviali. È possibile rinvenirlo anche nei campi coltivati o nei villaggi, specialmente nelle risaie, dove talvolta è onnipresente. Nonostante sia piuttosto comune, conosciamo molto poco sulle sue abitudini di vita. Nonostante il nome, non è un parente stretto degli scoiattoli terricoli della tribù Marmotini.

## Tassonomia
Attualmente, gli studiosi ne riconoscono sette sottospecie:
- M. b. berdmorei Blyth, 1849 - Myanmar (Tenasserim - Regione di Tanintharyi e Stato Mon - e isole di Domel, Sullivan e Kisseraing - tutte appartenenti alle isole Mergui) e parte della Thailandia;
- M. b. consularis Thomas, 1914 - Thailandia settentrionale e occidentale e Yunnan meridionale;
- M. b. decoratus Thomas, 1914 - Myanmar centrale (Regione di Mandalay);
- M. b. moerescens Thomas, 1914 - Vietnam meridionale;
- M. b. mouhotei Gray, 1861 - Cambogia, Thailandia orientale, Laos meridionale e probabilmente Vietnam;
- M. b. peninsularis Kloss, 1919 - Thailandia peninsulare, a sud dell'istmo di Kra;
- M. b. pyrrocephalus Milne-Edwards, 1867 - Vietnam meridionale, Cocincina e Cambogia orientale.